# Transtorno dissociativo não especificado
O transtorno dissociativo não especificado de outra forma é um diagnóstico de saúde mental para dissociação patológica que corresponde aos critérios do DSM-5 para um transtorno dissociativo, mas não se enquadra em todos os critérios para qualquer um dos subtipos especificamente identificados, que incluem transtorno dissociativo de identidade, amnésia dissociativa e transtorno de despersonalização/desrealização, e os motivos pelos quais os diagnósticos anteriores não foram atendidos. "Transtorno dissociativo não especificado" é administrado quando o médico não fornece uma razão. A Classificação Estatística Internacional de Doenças e Problemas Relacionados à Saúde (CID-10) refere-se ao diagnóstico como "Outros transtornos dissociativos e de conversão".
Exemplos desse transtorno incluem síndromes crônicas e recorrentes de sintomas dissociativos mistos, distúrbio de identidade devido à persuasão coercitiva intensa e prolongada, distúrbios semelhantes a distúrbio dissociativo de identidade, reações dissociativas agudas a eventos estressantes e transe dissociativo.
DDNOS (dissociative disorder not otherwise specified em inglês) é o transtorno dissociativo mais comum e é diagnosticado em 40% dos casos de transtorno dissociativo. Frequentemente, é co-mórbido com outras doenças mentais, como transtorno de estresse pós-traumático complexo, transtorno depressivo maior, transtorno de ansiedade generalizada, transtornos de personalidade, transtornos por uso de substâncias e transtornos alimentares.